# Захарьин, Алексей Иванович
Алексей Иванович Захарьин (02.03.1902 — 1972) — советский организатор промышленного производства, лауреат Сталинской премии.
Родился в с. Папузы Карсунского уезда Симбирской губернии.
Окончил Ленинградский политехнический институт (1926).
В 1925—1942 гг. работал на Ленинградском металлическом заводе: архивариус склада чертежей, нормировщик, начальник цеха, главный технолог, главный инженер.
В 1942—1945 гг. директор завода «Большевик» (Ленинград). Организовал производство танковой и корабельной брони, реактивных установок и мощных снарядов М-3 1 на базе шести эвакуированных цехов Ижорского завода.
В 1945—1964 главный инженер, заместитель директора Кировского завода. Участвовал в создании первой в мире промышленной газовой центрифуги для разделения изотопов урана и организации её серийного производства.
Участвовал в конструкторских работах и организации серийного выпуска трелёвочного трактора, машин для строительства ленинградского метрополитена (1947), проката легированных сталей сложного профиля, антарктических вездеходов «Пингвин», и т. д.
Один из руководителей создания турбинных установок для атомного ледокола «Ленин» (1957), конструкторской разработки (1962) и серийного выпуска тракторов К-700.
Сталинская премия (1951). Ленинская премия (1965). Награждён орденами (в т. ч. орденом Красной Звезды, январь 1942) и медалями.